# 海因里希·奥古斯特·温克勒
海因里希·奥古斯特·温克勒（英語：Heinrich August Winkler，1938年12月19日—）是一位德国历史学家，是恩斯特·諾爾特的主要批评者，作品有《西方的困局：欧洲与美国的当下危机》（ZERBRICHT DER WESTEN? Über die gegenwärtige Krise in Europa und Amerika）《德國：走向西方的長路》（Germany: The Long Road West）等。